# Autochton
Autochton este un gen de fluturi din familia Hesperiidae, subfamilia Eudaminae. Speciile sunt întâlnite din Mexic până în America de Sud.

## Specii
Genul cuprinde următoarele specii:
- Autochton bipunctatus (Gmelin, [1790]) [4]
- Autochton cellus (Boisduval & Le Conte, [1837])
- Autochton cincta (Plötz, 1882)
- Autochton integrifascia (Mabille, 1891)
- Autochton itylus Hübner, [1823]
- Autochton longipennis (Plötz, 1882)
- Autochton neis (Geyer, 1832)
- Autochton pseudocellus (Coolidge & Clémence, [1910])
- Autochton reflexus (Mabille & Boullet, 1912)
- Autochton siermadror Burns, 1984
- Autochton sulfureolus (Mabille, 1883)
- Autochton vectilucis (Butler, 1872)
- Autochon zarex (Hübner, 1818)